# Luftlandebrigade 25
Die Luftlandebrigade 25 „Schwarzwald“ mit Sitz des Stabes zuletzt in Calw war ein luftlandefähiger Großverband der 1. Luftlandedivision der Bundeswehr, der von der Gründung der Bundeswehr bis 1996 bestand. Stationierungsraum war der Schwarzwald.

## Geschichte

### Vorgeschichte als Kampfgruppe in der Heeresstruktur 1
Zur Einnahme der Heeresstruktur 1 wurde die Luftlandekampfgruppe A 9 zum 1. Mai 1957 mit Standort des Stabes in der Becelaere-Kaserne in Eßlingen am Neckar neu aufgestellt. Der Stab der Luftlandekampfgruppe A 9 verlegte 1958 in die Graf-Stauffenberg-Kaserne in Sigmaringen. Die Luftlandekampfgruppe A 9 unterstand der 1. Luftlandedivision.

### Heeresstruktur 2
Zur Einnahme der Heeresstruktur 2 wurde im März 1959 die Luftlandekampfgruppe A 9 in die Fallschirmjägerbrigade 25 umgegliedert. Die Fallschirmjägerbrigade 25 war der 1. Luftlandedivision unterstellt. Das Stationierungskonzept der Heeresstruktur 2 sah eine räumlich nähere Stationierung der Fallschirmjägerbrigaden 25 und 26 vor, so dass die Fallschirmjägerbrigaden 25 im Juni 1961 ihren Stabssitz nach Calw und unterstellte Truppenteile auch nach Nagold im Schwarzwald verlegten. Hinzu kam das FschArtBtl 255, das von März 1959 bis Oktober 1961 in Großengstingen stationiert war, von wo aus es nach Calw verlegte und im April 1970 als GebArtBtl 81 aus der Brigade ausgegliedert wurde. In der Heeresstruktur 2 (1959–1969) unterstand der Brigade zudem noch das Fallschirm-Versorgungsbataillon 256.

### Heeresstruktur 3
Im Juli 1971 erhielt die Brigade ihren endgültigen Namen Luftlandebrigade 25 (LLBrig 25). Das Fallschirm-Versorgungsbataillon 256 wurde Oktober 1971 aufgelöst und zur Luftlandeversorgungskompanie 250 in Calw umgegliedert.

### Heeresstruktur 4
Die Brigade gab im April 1982 in der Heeresstruktur 4 im Frieden ihre Luftlandepionierkompanie 250 ab, die direkt dem Pionierbataillon 240 des Pionierkommandos 2 unterstellt wurde. Gleichzeitig wurde aus Personal der 3./ leichtes Pionierbataillon 240 eine neue Luftlandepionierkompanie 250 am 1. Juli 1982 in Passau in Dienst gestellt, die jedoch truppendienstlich im Frieden weiterhin dem leichten Pionierbataillon 240 unterstellt blieb. Die Verleihung des Beinamens „Schwarzwald“ erfolgte am 24. August 1989 durch den Inspekteur des Heeres Generalleutnant Henning von Ondarza.
Die Brigade umfasste im Herbst 1989 in der Friedensgliederung etwa 3000 Soldaten. Die geplante Aufwuchsstärke im Verteidigungsfall lag noch darüber. Zum Aufwuchs war die Einberufung von Reservisten und die Mobilmachung von nicht aktiven Truppenteilen vorgesehen. Im Herbst 1989 wurde die Brigade truppendienstlich weiter durch den Stab der  1. Luftlandedivision geführt. Für den Einsatz war die Brigade dem Befehlshaber des II. Korps als Reserve direkt unterstellt. Die Brigade gliederte sich zum Ende der Heeresstruktur 4 im Herbst 1989 grob in folgende Truppenteile:
- Stab/Stabskompanie 25, Calw
  -  Luftlandemörserkompanie 250 (teilaktiv), Calw
  -  Luftlandepionierkompanie 250, Passau (im Frieden bis April 1990 zu Pionierbataillon 240)
  -  Luftlandesanitätskompanie 250, Calw
  -  Luftlandeversorgungskompanie 250, Calw
  -  Fallschirmjägerbataillon 251, Calw
  -  Fallschirmjägerbataillon 252, Nagold
  -  Fallschirmjägerbataillon 253, Nagold
  -  Fallschirmjägerbataillon 254 (GerEinh), Calw

### Heeresstruktur 5 bis Auflösung
Die Luftlandepionierkompanie 250 verlegt am 1. März 1993 von Passau nach Nagold. In der Heeresstruktur 5 gehörte das Fallschirmpanzerabwehrbataillon 283 zur Brigade. Im September 1996 wurde die Brigade aufgelöst. 1991 führte die Brigade die Operation Kurdenhilfe im Irak durch. Beteiligt waren etwa 500 Mann aus dem Bereich des Korps. Im Februar und März 1994 unterstützte die Luftlandebrigade 25 die humanitäre Hilfsaktion Operation Provide Promise in Bosnien auf der Rhein-Main Air Base der US-Luftwaffe. Beteiligt war logistisches und unterstützendes Fachpersonal in geringer Stärke. Diese beiden humanitären Aktionen sollten die letzten in der Geschichte der Brigade sein und mithin die einzigen mit einem Auslandsbezug.

## Kommandeure
Die Kommandeure der Brigade waren (Dienstgrad bei Kommandoübergabe):
| Nr. | Name                                | Beginn der Berufung | Ende der Berufung |
| --- | ----------------------------------- | ------------------- | ----------------- |
| 13  | Brigadegeneral Fred Schulz          | Februar 1993        | September 1996    |
| 12  | Oberst Manfred Reinig               | August 1992         | Februar 1993      |
| 11  | Brigadegeneral Alexander Bergenthal | September 1990      | August 1992       |
| 10  | Brigadegeneral Godehard Schell      | 1. Oktober 1984     | September 1990    |
| 9   | Brigadegeneral Otto Biemann         | 1. Oktober 1979     | 1. Oktober 1984   |
| 8   | Oberst Wolfgang Odendahl            | 1. Oktober 1977     | 1. Oktober 1979   |
| 7   | Oberst Harro Tiedgen                | September 1975      | 1. Oktober 1977   |
| 6   | Oberst Gerhard Deckert              | 1. Oktober 1972     | September 1975    |
| 5   | Brigadegeneral Hans Spiegel         | Dezember 1969       | 1. Oktober 1972   |
| 4   | Oberst Hans Duijkers                | September 1969      | Dezember 1969     |
| 3   | Oberst Hans Teusen                  | April 1965          | September 1969    |
| 2   | Oberst Hans-Gotthard Pestke         | Dezember 1962       | April 1965        |
| 1   | Oberst Gerhart Schirmer             | Mai 1957            | Dezember 1962     |

## Die Bataillone der Brigade

### Fallschirmjägerbataillon 251

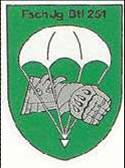
Internes Verbandsabzeichen des Fallschirm-
jägerbataillons 251

Das Fallschirmjägerbataillon 251 wurde 1957 als Luftlandejägerbataillon 29 in Altenstadt bei Schongau aufgestellt und am 1. April 1959 in Fallschirmjägerbataillon 251 umbenannt.
Von 1982 bis ca. 1988 wurden in diesem Bataillon große Teile der Unteroffizierausbildung der Luftlandebrigade 25 durchgeführt (Lehrgang „Unteroffizier-Lehrgang Teil A“). Dazu wurde jeweils in den Fallschirmjägerkompanien quartalsweise ein Spezialzug „Unteroffiziersausbildung“ aufgestellt.
Das interne Verbandsabzeichen leitete sich aus dem Divisionsabzeichen der 78. Infanterie-Division der Wehrmacht ab, zu deren Ehemaligen das Bataillon Kontakte unterhielt.

#### Gliederung
Das Bataillon bestand bei seiner Auflösung 1996 aus
- 1. Kompanie: Stabs- und Versorgungskompanie
- 2. Kompanie: Fallschirmjägerkompanie
- 3. Kompanie: Fallschirmjägerkompanie
- 4. Kompanie: Luftlandepanzerabwehrkompanie
- 5. Kompanie: Luftlandepanzerabwehrkompanie

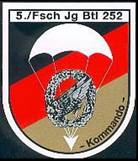
Internes Verbandsabzeichen
der Kommandokompanie
des Fallschirmjägerbataillons 252

#### Bewaffnung und Ausrüstung
- Kappmesser
- Signalpistole P2A1
- Pistole Walther P1
- Maschinenpistole IMI MP2
- Gewehr H&K G3A4 (mit ZF G3A2 nur Scharfschützen 2./ und 3./)
- Maschinengewehr MG3
- Granatpistole 40 mm (nur 2./ und 3./)
- Panzerfaust 44 mm
- Panzerfaust 84 mm (nur zur Vorfeldbeleuchtung)
- Handflammpatrone
- Handgranate DM 51
- Sprengmittel
- Panzerabwehrminen DM21

- Die 2./ und 3./ waren mit Panzerabwehrlenkraketen MILAN ausgestattet.
- Die 4./ und 5./ waren mit Panzerabwehrlenkraketen TOW (I. und II. Zug) und 20-mm-Maschinenkanone FK 20-2 (III. Zug) auf KRAKA ausgestattet.

#### Standorte
- ab 1957 Altenstadt in Oberbayern
- ab 26. Februar 1958 Böblingen
- ab 1. April 1971 Calw

#### Kommandeure
- Februar 1957 – Mai 1957: Oberstleutnant Schirmer
- Mai 1957 – Juli 1958: Oberstleutnant Hofmann
- August 1958 – September 1962: Oberstleutnant Schmücker
- Oktober 1962 – Januar 1966: Oberstleutnant Riemer
- Januar 1966 – März 1970: Oberstleutnant Schreg
- März 1970 – September 1972: Oberstleutnant Abele
- Oktober 1972 – September 1978: Oberstleutnant Dietrich
- Oktober 1978 – September 1982: Oberstleutnant Düesberg
- Oktober 1982 – September 1984: Oberstleutnant Kunold
- Oktober 1984 – März 1987: Oberstleutnant Digutsch
- April 1987 – März 1989: Oberstleutnant Rosenberger
- April 1989 – März 1991: Oberstleutnant Carl-Hubertus von Butler
- April 1991 – Dezember 1993: Oberstleutnant Möller
- Dezember 1993 – Juli 1996: Oberstleutnant Rüdiger von Pescatore
- Juli 1996 – September 1996: Major May (mit der Führung beauftragt)

### Fallschirmjägerbataillon 252

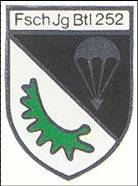
Internes Verbandsabzeichen
des Fallschirmjägerbataillon 252

#### Gliederung
- 1. Kompanie: Stabs- und Versorgungskompanie – Nagold
- 2. Kompanie: Fallschirmjägerkompanie
- 3. Kompanie: Fallschirmjägerkompanie
- 4. Kompanie: Luftlandepanzerabwehrkompanie, ab 1992 Fallschirmjägerkompanie
- 5. Kompanie: Luftlandepanzerabwehrkompanie, ab 1992 Fallschirmjägerkompanie B1 (Kommandokomponente der deutschen Bundeswehr und gleichzeitig der Vorgänger des heutigen Kommando Spezialkräfte (KSK))

#### Bewaffnung und Ausrüstung
- Kappmesser
- Signalpistole P2A1
- Pistole Walther P1
- Maschinenpistole IMI MP2
- Gewehr H&K G3
- Scharfschützengewehr G3A3ZF (später auch das G22)
- Maschinengewehr MG3
- Granatpistole 40 mm
- Panzerfaust 44 mm
- Panzerfaust 84 mm (nur zur Vorfeldbeleuchtung)
- Handflammpatrone
- Handgranate DM 51
- Sprengmittel
- Panzerabwehrminen DM21

- Die 2./ und 3./ waren mit Panzerabwehrlenkraketen MILAN ausgestattet.
- Die 4./ und 5./ waren bis 1992 mit Panzerabwehrlenkraketen TOW (I. und II. Zug) und 20-mm-Maschinenkanone FK 20-2 (III. Zug) auf KRAKA ausgestattet.

ab 1992 war die 5./ zusätzlich zur Bewaffnung einer Fallschirmjägerkompanie ausgestattet mit:
- Maschinenpistolen MP5A3, MP5SD3, MP5K
- Scharfschützengewehre PSG1, G22 und MSG90
- Maschinengewehr HK 21

und Fremdwaffen aus Ost-Produktion wie z. B. AK-47 und AK-74, Wieger STG 941, Dragunow-Scharfschützengewehr, Skorpion, Makarow und deren Versionen.

#### Einsätze
- Juli bis Dezember 1995, Split/Jugoslawien:

Die 5./FschJgBtl 252 (B1 Kommando) stellte einen Sicherungszug im Rahmen des UN-Einsatzes für die deutschen Truppen im Feldlazarett.

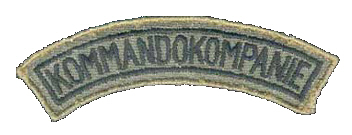
Ärmelabzeichen einer Kommandokompanie

#### Standort
Das Btl. wurde in Clausthal-Zellerfeld (Harz) aufgestellt und verlegte nach Bau einer neuen Kaserne nach Nagold, in die Eisberg-Kaserne – der Kommandeur FschJgBtl 252 war gleichzeitig Standortältester.

#### Kommandeure
- 06/1960 – 07/1961: M Klitzing
- 07/1961 – 07/1965: Oberstleutnant Stobbe
- 07/1965 – 03/1968: Oberstleutnant Schoffer
- 03/1968 – 08/1970: M Hagenbruck
- 08/1970 – 09/1972: Oberstleutnant Jahnel
- 09/1972 – 01/1977: Oberstleutnant Reichert
- 01/1977 – 10/1981: Oberstleutnant Rickert
- 10/1981 – 06/1983: Oberstleutnant Lehmann
- 06/1983 – 04/1988: Oberstleutnant von Baer
- 04/1988 – 09/1992: Oberstleutnant Muhl
- 10/1992 – 06/1994: Oberstleutnant Kästner
- 06/1994 – 11/1995: Oberstleutnant Pomplun
- 02/1996 – 09/1996: M Neumann bzw. M i. G. Gnoyke (mit der Führung beauftragt)

### Fallschirmjägerbataillon 253

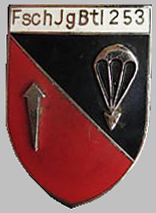
Internes Verbandsabzeichen des Fallschirm-
jägerbataillons 253

Das Fallschirmjägerbataillon 253 wurde am 1. April 1982 als drittes Bataillon der Brigade aufgestellt.
Das Bataillon wurde ab Oktober 1990 im Rahmen der vorgezogenen Organisationsmaßnahmen der Heeresstruktur IV zur Aufstellung des Fallschirmpanzerabwehrbataillons 283 herangezogen und 1991 aufgelöst.

Verbands- und
Ärmelabzeichen des AMF-L

#### Gliederung
- 1. Kompanie: Stabs- und Versorgungskompanie
- 2. Kompanie: Fallschirmjägerkompanie
- 3. Kompanie: Fallschirmjägerkompanie
- 4. Kompanie: Luftlandepanzerabwehrkompanie
- 5. Kompanie: Luftlandepanzerabwehrkompanie

#### Bewaffnung und Ausrüstung
- Kappmesser
- Signalpistole P2A1
- Pistole Walther P1
- Maschinenpistole IMI MP2 (Uzi)
- Gewehr H&K G3A4 mit einschiebbarer Schulterstütze
- Gewehr H&K G3 mit ZF nur Scharfschützen 2./ und 3./
- Maschinengewehr MG3
- Granatpistole 40 mm (nur 2./ und 3./)
- Panzerfaust 44 mm
- Panzerfaust 84 mm (nur zur Gefechtsfeldbeleuchtung)
- Handflammpatrone
- Handgranate DM 51
- Sprengmittel
- Panzerabwehrminen DM21
- Die 2./ und 3./ waren mit Panzerabwehrlenkraketen MILAN ausgestattet.
- Die 4./ und 5./ waren mit Panzerabwehrlenkraketen TOW (I. und II. Zug) und 20-mm-Maschinenkanone FK 20-2 (III. Zug) auf KRAKA ausgestattet.
- Das FschJg Btl 253 wurde 1989 der AMF-L unterstellt und wurde mit spezieller Winterkampfausrüstung u. a. Bv 206 D Hägglunds Mehrzweckgelände- und Überschneefahrzeugen ausgestattet.

#### Standort
- Nagold, Eisberg-Kaserne

#### Kommandeure
- 03/1982–02/1985: Oberstleutnant Rhode
- 03/1985 – 03/1987: Oberstleutnant Gerber
- 04/1987–03/1990: Oberstleutnant Kellerhoff
- 04/1990–02/1992: Oberstleutnant Dotschkal

### Fallschirmpanzerabwehrbataillon 283

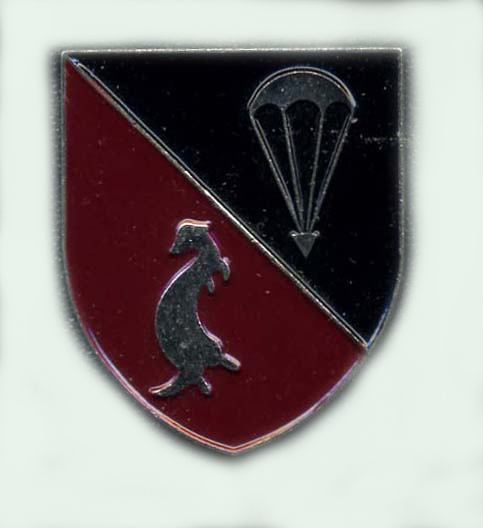
Internes Verbands-
abzeichen des FschPzAbwBtl 283

Das Fallschirmpanzerabwehrbataillon 283 (FschPzAbwBtl 283) wurde ab Oktober 1990 im Rahmen der vorgezogenen Organisationsmaßnahme zur Heeresstruktur 5 aufgestellt. Es wurde aus dem aufzulösenden Fallschirmjägerbataillon 253 und dem aufzulösenden Panzerbataillon 283, bisher Panzerbrigade 28, gebildet und am 10. Februar 1992 in Münsingen in Dienst gestellt. Der Teil Fallschirm im Namen bedeutete nicht, dass die Kräfte des Bataillons mit Fallschirmen abgesetzt werden sollten, sondern war traditionell Bestandteil der Namen der Verbände einer Luftlandebrigade.
In der Heeresstruktur 5 der Bundeswehr sollte u. a. die Fähigkeit der Luftlandebrigaden, massierte Panzerangriffe abwehren zu können, verstärkt werden. Daher wurde ein Bataillon dieser Brigaden in ein Panzerabwehrbataillon umgegliedert. Die Fallschirmjägerbataillone verfügten zwar bereits mit den Luftlandepanzerabwehrkompanien (4. und 5. Kompanie) über entsprechende Fähigkeiten mit KRAKA/Milan, doch hatte deren Besatzung im Kampf keinerlei Schutz, da das Fahrzeug ungepanzert war. Dieser Mangel sollte durch die Ausrüstung der neuen Bataillone behoben werden. In der Bundeswehr gab es drei reine Panzerabwehrbataillone in dieser Form nur wenige Jahre.
Das Bataillon hatte mit der "1st Bn 10th Special Forces Group" in Böblingen eine Patenschaft. Obwohl die bevorstehende Auflösung seit März 1995 bekannt war, führte das Bataillon im November 1995 noch eine Truppenwehrübung mit Reservisten durch. Die letzten Rekruten kamen am 2. Januar 1996 ins Bataillon.
Das Bataillon wurde mit Auflösungsappell am 19. September 1996 zum 30. September 1996 aufgelöst.

#### Gliederung
Das Bataillon bestand aus
- 1. Kompanie: Stabs- und Versorgungskompanie
- 2. Kompanie: Panzerabwehrkompanie
- 3. Kompanie: Panzerabwehrkompanie
- 4. Kompanie: Panzerabwehrkompanie
- 5. Kompanie: Panzerabwehrkompanie

Das Bataillon verfügte mit dem Waffenträger Wiesel 1 mit TOW-Panzerabwehrraketen in je zwei Zügen der Panzerabwehrkompanien über ein leichtgepanzertes, nachtkampffähiges Waffensystem. Ein dritter Zug in den Kompanien war mit dem Waffenträger Wiesel 1 MK 20 ausgestattet.
Obwohl ein Absetzen mit Fallschirmen möglich gewesen wäre, sollte der Einsatz durch Luftlandungen mittels Hubschraubern oder Transportflugzeugen erfolgen.
Nach Auflösung der Fallschirmpanzerabwehrbataillone wurden die schweren Kompanien der Jäger- und Gebirgsjägerbataillone mit den vorhandenen Waffenträgern Wiesel 1 ausgestattet.

#### Standort
- ab 1990: Münsingen, Herzog-Albrecht-Kaserne

#### Kommandeure
- 02/1992 – 06/1994: Oberstleutnant Guderian (Sohn des Panzergenerals Heinz Günther Guderian und Enkel der "Panzerlegende" Heinz Guderian), zuvor Kommandeur Panzerbataillon 283
- 06/1994 – 05/1996: Oberstleutnant Volker Halbauer
- 05/1996 – 09/1996: M Alexander Claus (mit der Führung beauftragt)

### Fallschirmjägerbataillon 254

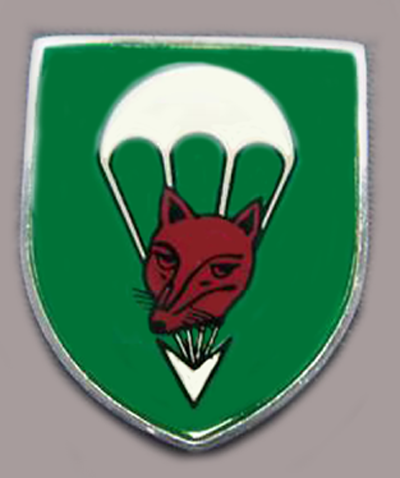
Internes Verbandsabzeichen
des Fallschirmjägerbataillons 254

Das Fallschirmjägerbataillon 254 war ein nichtaktiver Truppenteil der ehemaligen Reserveplanung der Bundeswehr. Das Bataillon wäre erst im Verteidigungsfall auf die volle Stärke aufgewachsen. Das Fallschirmjägerbataillon 254 war, anders als die Heimatschutzbataillone, Teil des Feldheeres und war somit der NATO unterstellt.

#### Standort
- Malmsheim: 12/1961 – 10/1976
- Calw: 10/1976 – 09/1993

#### Bataillonskommandeure
- 12/1961 – 11/1962: Oberstleutnant d.R. Kirsten
- 12/1962 – 07/1972: Oberstleutnant d.R. Jöst
- 07/1972 – 10/1974: Oberstleutnant d.R. Rauch
- 10/1974 – 06/1986: Oberstleutnant d.R. Seidel
- 06/1986 – 05/1988: Oberstleutnant d.R. Gruss
- 02/1989 – 09/1993: Oberstleutnant d.R. Glinka

### Feldersatzbataillon 240

#### Bezeichnung
- FschJgFErsBtl (GerEinh): 12/1961 – 09/1968
- LLFErsBtl 257: 10/1968 – 03/1982
- FErsBtl 240: 04/1982 – 09/1993
- LLFErsKp 250: 10/1993 – 06/1996

## Die Selbständigen Brigadeeinheiten

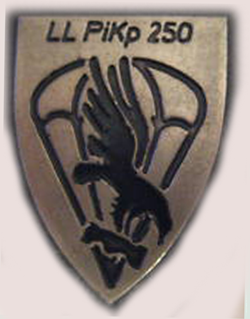
Internes Verbandsabzeichen der Luftlandepionierkompanie 250
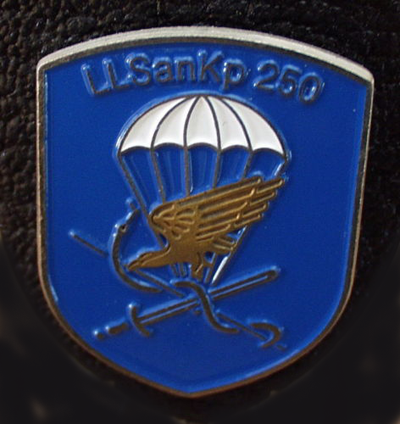
Internes Verbandsabzeichen der Luftlandesanitätskompanie 250
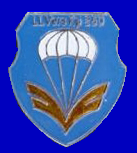
Internes Verbandsabzeichen der Luftlandeversorgungskompanie 250

## Sonstige Persönlichkeiten die mit der Luftlandebrigade 25 in Verbindung stehen
- Brigadegeneral a. D. Reinhard Günzel
- Otto Wiesheu wurde von 1964 bis 1966 beim Fallschirmjägerbataillon 252 zum Reserveoffizier ausgebildet.[6]
- Peter Löw leistete seinen Wehrdienst 1979/1980 beim Fallschirmjägerbataillon 251 in Calw
- Karl Veltzé, Sachbuchautor, leistete von 1983 bis 1984 seinen Grundwehrdienst beim FschJgBtl 252 in Nagold.
- der Ex-Tennisprofi und Management Coach Boris Grundl leistete seinen Grundwehrdienst im FschJgBtl 251 und wurde dort zum Reserveoffizier ausgebildet.
- der Geograph Christophe Neff leistete seinen Grundwehrdienst im FschJgBtl 251 und wurde dort zum Reserveoffizier ausgebildet.[7]
- der Politiker Dirk Niebel begann in der 5./FschJgBtl 253 seine Unteroffiziersausbildung.
- Prof. Dr. Reiner Hillemanns leistete seinen Grundwehrdienst 1984–1985 in der 3./FschJgBtl 252 in Nagold.[8]
- Sascha Baumann, Redakteur bei Radio Regenbogen, leistete seinen Grundwehrdienst in der 3./FschJgBtl 253 und wurde dort zum Reserveoffizier ausgebildet
- der Politiker, Sportfunktionär und Reserveoffizier Gerhard Mayer-Vorfelder übte mehrmals im Fallschirmjägerbataillon 251
- Otto Hauser, Regierungssprecher und Parlamentarischer Staatssekretär a. D. gehörte dem FschJgBl 251 und der 1. Luftlandedivision als Reserveoffizier an.

## Tradition
- Am 17. November 1967 übernahm das Fallschirmjägerbataillon 252 in Nagold die Tradition des Jäger-Bataillons Graf York von Wartenburg (Ostpreußisches) Nr. 1.[9]
- Truppenmarsch der Luftlandebrigade 25 war der Marsch des Yorck'schen Korps.[10]

## Verbandsabzeichen

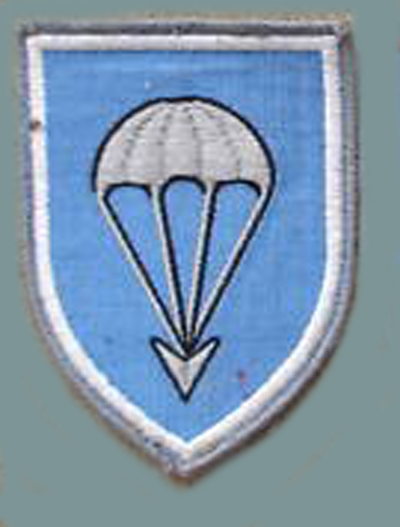
Gewebtes Verbandsabzeichen für den Dienstanzug

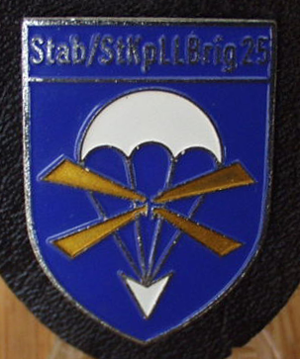
Internes Verbandsabzeichen des Stabes/Stabskompanie

Die Blasonierung des Verbandsabzeichens für den Dienstanzug der Angehörigen der Luftlandebrigade 25 lautete:
 Silbern bordiert, in Blau ein geöffneter silberner Fallschirm mit eingehängter, nach unten deutender Pfeilspitze.
Das Verbandsabzeichen zeigte einen Fallschirm, der stilisiert das Hauptmotiv im taktischen Zeichen der Fallschirmjägertruppe. Die Fallschirmjägertruppe war der infanteristische Kern der Luftlandetruppen. Die Verbandsabzeichen der Division und der unterstellten Brigaden waren bis auf die Borde identisch. In der Tradition der Preußischen Farbfolge erhielt das Verbandsabzeichen der Luftlandebrigade 25 als „erste“ Brigade der Division einen weißen Bord. Das Verbandsabzeichen der Luftlandebrigade 25 wurde vom Kommando Spezialkräfte hinsichtlich der Nummerierungssystematik des Heeres als die erste Brigade der Luftlandedivision zunächst weitergeführt.
Da sich die Verbandsabzeichen der Brigaden der Division nur geringfügig unterschieden, wurde stattdessen gelegentlich auch das interne Verbandsabzeichen des Stabes bzw. der Stabskompanie pars pro toto als „Abzeichen“ der Brigade genutzt. Es zeigte den aus dem Verbandsabzeichen bekannten Fallschirm und stilisierte Rotorblätter einen Hubschraubers. Als „Luftkavallerie“ konnten Teile der Brigade auch mit Helikoptern verlegen.